# Сим
 Тази статия е за библейския патриарх.  За града в Русия вижте Сим (Челябинска област).  
Сим (на иврит хакодеш – שֵׁם – Шем) е библейски патриарх, първороден син на Ной. Според сказанието в книга Битие, Ной го благославя да бъде пръв между братята си (Бит. 9:26). Живее 600 години (Бит. 11 – 12).
Библията стриктно упоменава потомците на Сим, основатели на бъдещите народи на земята – евреи, арамеи, еламити и др. (Бит. 10:22:32).
През 19 век личното име на Сим става епоним на понятието „семити“, въведено, за да бъде определено езиковото родство между народите, използващи или използвали т. нар. семитски езици. Между библейския разказ и понятието „семити“ обаче съществуват редица разлики – например Библията причислява египтяните към потомците на ноевия син Хам, докато според въведената и съществуваща и днес терминология, езикът на древните египтяни е семитски.
Редица народи започват да смятат Сим за свой родоначалник. Например в „Анонимния римски хронограф“ (354 г.) за родоначалник на прабългарите е посочен Зиези, който е пряк потомък на Сим.